# Toxostoma
Toxostoma – rodzaj ptaków z rodziny przedrzeźniaczy (Mimidae).

## Występowanie
Rodzaj obejmuje gatunki występujące w Ameryce Północnej.

## Morfologia
Długość ciała 21,5–32 cm, masa ciała 49–93 g.

## Systematyka

### Etymologia
Greckie τοξον toxon – „łuk”; στομα stoma, στοματος stomatos – „usta”.

### Podział systematyczny
Do rodzaju należą następujące gatunki:
- Toxostoma curvirostre (Swainson, 1827) – przedrzeźniacz krzywodzioby
- Toxostoma ocellatum (P.L. Sclater, 1862) – przedrzeźniacz kroplisty
- Toxostoma rufum (Linnaeus, 1758) – przedrzeźniacz rudy
- Toxostoma longirostre (Lafresnaye, 1838) – przedrzeźniacz długodzioby
- Toxostoma guttatum (Ridgway, 1885) – przedrzeźniacz dwupaskowy
- Toxostoma bendirei (Coues, 1873) – przedrzeźniacz kaktusowy
- Toxostoma cinereum (Xantús de Vesey, 1860) – przedrzeźniacz szary
- Toxostoma redivivum (Gambel, 1845) – przedrzeźniacz kalifornijski
- Toxostoma crissale Henry, 1858 – przedrzeźniacz szaropierśny
- Toxostoma lecontei Lawrence, 1851 – przedrzeźniacz piaskowy